# XOV

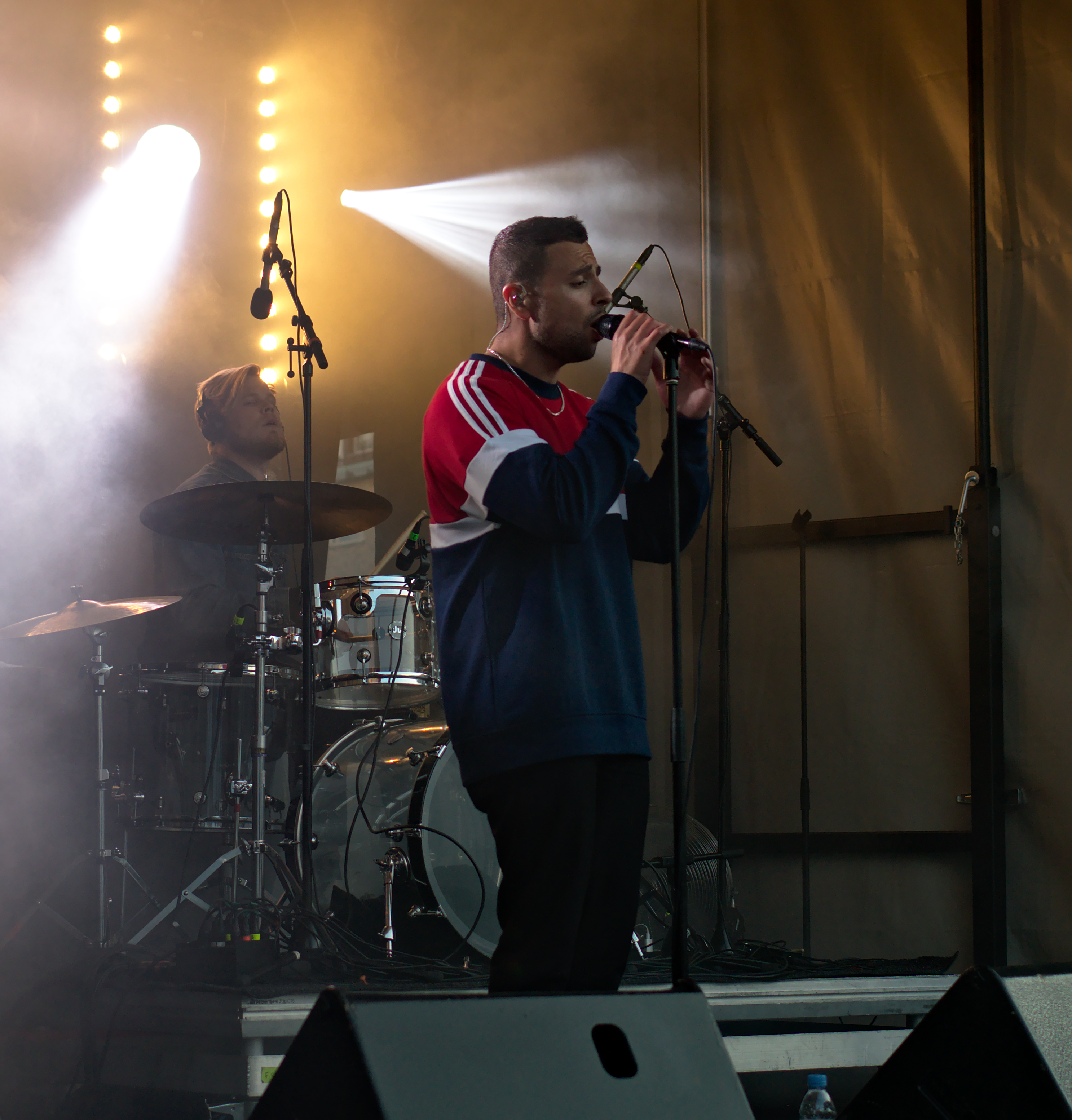
XOV (2015)

XOV, eigentlich Damian Ardestani (* 29. November 1985 in Teheran, Iran), ist ein iranisch-schwedischer Musiker, der sich 2014 mithilfe der neuseeländischen Sängerin Lorde erstmals einen Namen in der Musikszene machen konnte. Ersten weltweiten Erfolg feierte er mit dem Lied Lucifer im Jahre 2015.

## Biografie

### Leben
Damian Ardestani wurde im Jahr 1985 in Teheran geboren. Noch als er ein Säugling war, verließ seine Familie mit ihm das Land und suchte Zuflucht in Tensta, einem Stadtteil von Stockholm. Jedoch war das Leben für ihn dort kaum besser. Sein Vater wurde drogenabhängig und die Familie begann auseinanderzubrechen. Bereits im Alter von 13 Jahren rutschte er in die kriminelle Szene ab und es kam regelmäßig zu Auseinandersetzungen mit einer schwedischen Neo-Nazi-Gruppe. Nach einer Prügelei wanderte Ardestani zu seinem Onkel in die USA aus und versuchte dort, sein Leben neu zu ordnen.
Mit 16 Jahren kehrte er wieder nach Schweden zurück, arbeitete vorerst als Telefonverkäufer und machte dort schnell Karriere. Dies erfüllte ihn allerdings nicht, da seine Leidenschaft die Musik war. Deshalb gründete er eine eigene Plattenfirma, die allerdings schnell pleiteging, und Ardestani musste sich vorläufig aus dem Musikgeschäft zurückziehen. Er zog daraufhin für kurze Zeit auf die schwedische Insel Rindö. Während dieser Phase schrieb und produzierte er zahlreiche eigene Lieder. Unterstützung erhielt er vom schwedischen Produzent Jonas Saeed alias KONO, der unter anderem mit Jennifer Lopez, Ace of Base und Nicole Scherzinger zusammengearbeitet hat.

### Karriere
Mitte des Jahres 2013 wurde erstmals das italienische DJ-Duo Lush & Simon auf den Sänger aufmerksam und schrieben gemeinsam mit Ardestani eine Vocal-Version ihres Instrumentalstücks City of Lights, das über Armin van Buurens Plattenlabel „Armada Music“ veröffentlicht wurde. Bereits Im November 2013 premierte der niederländische DJ und Produzent Jesse Voorn den Titel. Als Single erschien der Progressive-House-Track am 11. Mai 2014 weltweit und wurde sein erster großer musikalischer Erfolg. Allein bei YouTube und Soundcloud sammelte das Lied mehrere hunderttausende Klicks sowie auch Promotion von DJ-Größen wie Tiësto, Hardwell und Nicky Romero. Auch in den DJ-Charts rückte City of Lights bis auf Platz 15 vor.
Parallel erfolgten weitere Studiosessions mit KONO. Die daraus resultierten Lieder veröffentlichte er kurze Zeit später im Internet, unter anderem auf der Musikplattform Soundcloud, wodurch die neuseeländische Musikerin Lorde auf ihn aufmerksam wurde. Sie schrieb ihn auf der Social-Media-Plattform Twitter an. Ardestani erzählte in einem Interview: „Ich habe zunächst gedacht, es sei ein Fakeprofil, aber dann habe ich gesehen, dass es tatsächlich ihr echter Account ist“. Lorde unterstütze ihn und sorgte dafür, dass sein Electro-Pop-Song Animal als Soundtrack des Science-Fiction-Films Die Tribute von Panem – Mockingjay Teil 1 beziehungsweise The Hunger Games: Mockingjay Part 1 ausgewählt wurde.
Am 9. Juni 2015 veröffentlichte XOV seine dritte Single mit dem Titel Lucifer. Mit dem Dark-Pop-Song beschreibt der Musiker einen Lebenswandel und eine Art Befehl an Luzifer, was so viel wie „Teufel“ bedeutet, sein Leben in Ruhe zu lassen. (Lucifer = latein, bedeutet „Träger des Lichts“.) Insbesondere in Deutschland und seiner Heimat Schweden wurde Lucifer ein großer Erfolg. Bereits nach kurzer Zeit stand das Lied auf Platz 12 der deutschen iTunes-Charts. Auch in den offiziellen Single-Charts in Deutschland und Schweden rückte es bis in die obere Charthälfte vor. Parallel erschien in ausgewählten Ländern auch die gleichnamige Lucifer EP, auf der noch fünf weitere Lieder zu finden sind, darunter auch Boys Don’t Cry, zu welchem XOV am 7. November 2014 ein offizielles Musikvideo veröffentlichte. Im Juni 2015, parallel zur Single-Veröffentlichung feierte auch das düstere Musikvideo zu Lucifer Premiere und wurde bereits nach drei Wochen über hunderttausend Mal aufgerufen.

## Musikalischer Hintergrund
Ardestani selber sagte zum Songwriting in einem Interview: „Alles davon ist autobiografisch. Ich bewundere die Leute sehr, die einen guten Song schreiben können, der keinen Bezug zu ihrem wirklichen Leben hat. Aber in meinem Fall habe ich schon einiges durchgemacht und ich war nie in Therapie. Seit ich klein war, habe ich schon diese dunkle Seite in mir. Wenn ich keine Musik schreibe, ergreift diese Dunkelheit Besitz von mir. Wenn ich einen Song schreibe, geht alles aus mir raus und ich werde zu einer glücklichen Person.“ Er beschreibt seine Musik als eine Mischung aus dem Sound der schwedischen Popsängerin Robyn, des britischen Musikers James Blake und des kanadischen R&B-Künstlers The Weeknd. Als Inspiration nennt er unter anderem Bon Iver, Kanye West und Phil Collins. Sein Musikstil lässt sich in die Genres R&B, Hip-Hop und dem Synthie-Pop einzuordnen.

## Diskografie

### Alben
- 2012: Clowns II
- 2015: Wild

### EPs
- 2014: Lucifer

### Singles
- 2014: Boys Don’t Cry
- 2014: Animal
- 2015: Lucifer
- 2015: DTTM (Don’t Talk To Me)
- 2018: Atarax
- 2018: Apocalypse
- 2018: Nebula
- 2019: Dirty Minds
- 2019: Baptized
- 2019: Gotham

### Gastbeiträge
- 2014: City of Lights (Vocal Mix) (Lush & Simon feat. XOV)

## Auszeichnungen für Musikverkäufe
Anmerkung: Auszeichnungen in Ländern aus den Charttabellen bzw. Chartboxen sind in ebendiesen zu finden.
| Land/RegionAuszeichnungen für Musikverkäufe (Land/Region, Auszeichnungen, Verkäufe, Quellen) | Gold  | Platin | Verkäufe | Quellen           |
| -------------------------------------------------------------------------------------------- | ----- | ------ | -------- | ----------------- |
| Deutschland (BVMI)                                                                           | Gold1 | —      | 200.000  | musikindustrie.de |
| Insgesamt                                                                                    | Gold1 | —      |          |                   |